# Copa Panamericana de Voleibol Femenino de 2012
La XI Copa Panamericana de Voleibol Femenino se celebrará del 12 de julio al 20 de julio de 2012 por segunda vez consecutiva en Ciudad Juárez, Chihuahua, México. El torneo cuenta con la participación de 8 selecciones nacionales de la NORCECA y 4 de la Confederación Sudamericana de Voleibol, entre ellos por primera vez la selección de Colombia, que aunque quedó en 4.º lugar hizo un buen papel en el Campeonato Sudamericano de Voleibol Femenino de 2011 (con 20 puntos fue el equipo que le hizo más puntos en un set a Brasil en este torneo).
Este campeonato clasifican al Grand Prix del 2013 los 4 mejores ubicados de la NORCECA y los 2 mejores ubicados de CSV.

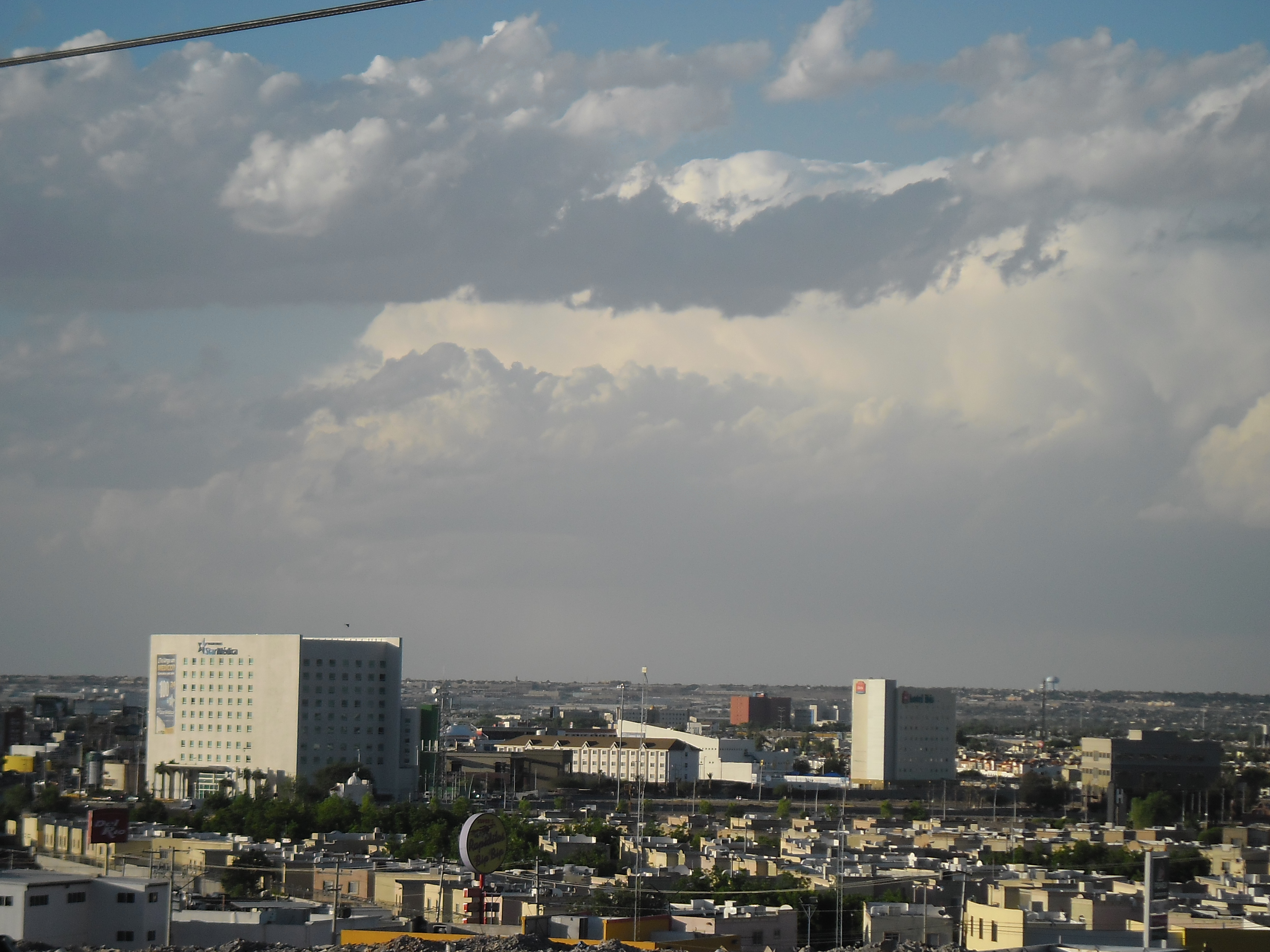
Ciudad Juárez sede de la XI Copa Panamerica de Voleibol Femenil

## Equipos participantes
NORCECA (Confederación del Norte, Centroamérica y del Caribe):
- Canadá.- 7° en el torneo anterior.
- Costa Rica.- 11° en el torneo anterior.
- Cuba.- 4° en el torneo anterior.
- República Dominicana.- Subcampeón en el torneo anterior.
- México.- 9° en el torneo anterior.
- Puerto Rico.- 5° en el torneo anterior.
- Trinidad y Tobago.- 10° en el torneo anterior.
- Estados Unidos.- 3° en el torneo anterior.

CSV (Confederación Sudamericana de Vóley):
- Argentina.- 6° en el torneo anterior.
- Brasil.- Campeón en el torneo anterior.
- Colombia.,-Primera participación
- Perú.- 8° en el torneo anterior.

## Grupos
| Grupo A              | Grupo B           |
| -------------------- | ----------------- |
| Estados Unidos       | Brasil            |
| República Dominicana | Perú              |
| Cuba                 | Argentina         |
| Colombia             | México            |
| Canadá               | Costa Rica        |
| Puerto Rico          | Trinidad y Tobago |

## Primera Fase

### Grupo A

#### Resultados
| Fecha    | Encuentro                             | Resultado | Set   | Set   | Set   | Set   | Set   | Puntuación total |
| Fecha    | Encuentro                             | Resultado | 1     | 2     | 3     | 4     | 5     | Puntuación total |
| -------- | ------------------------------------- | --------- | ----- | ----- | ----- | ----- | ----- | ---------------- |
| 12-07-12 | República Dominicana - Colombia       | 3-0       | 25-13 | 25-18 | 25-11 |       |       | 75-42            |
| 12-07-12 | Estados Unidos - Canadá               | 3-0       | 25-15 | 25-22 | 25-15 |       |       | 75-52            |
| 12-07-12 | Cuba - Puerto Rico                    | 3-1       | 16-25 | 25-15 | 25-18 | 25-19 |       | 91-77            |
| 13-07-12 | Cuba - Colombia                       | 3-0       | 25-19 | 25-21 | 25-15 |       |       | 75-55            |
| 13-07-12 | República Dominicana - Canadá         | 3-1       | 25-17 | 18-25 | 25-19 | 25-21 |       | 93-82            |
| 13-07-12 | Estados Unidos - Puerto Rico          | 3-0       | 25-15 | 25-12 | 25-14 |       |       | 75-41            |
| 14-07-12 | Canadá - Colombia                     | 3-0       | 25-12 | 25-19 | 25-13 |       |       | 75-44            |
| 14-07-12 | República Dominicana - Puerto Rico    | 3-0       | 25-22 | 25-19 | 25-22 |       |       | 75-63            |
| 14-07-12 | Estados Unidos - Cuba                 | 1-3       | 18-25 | 23-25 | 25-18 | 19-25 |       | 85-93            |
| 15-07-12 | Estados Unidos - Colombia             | 3-1       | 25-27 | 25-21 | 25-13 | 25-17 |       | 100-75           |
| 15-07-12 | Puerto Rico - Canadá                  | 3-0       | 25-20 | 25-18 | 25-18 |       |       | 75-56            |
| 15-07-12 | República Dominicana - Cuba           | 2-3       | 25-17 | 25-18 | 8-25  | 21-25 | 11-15 | 92-100           |
| 16-07-12 | Puerto Rico - Colombia                | 3-0       | 25-22 | 25-15 | 25-20 |       |       | 75-57            |
| 16-07-12 | Cuba - Canadá                         | 2-3       | 23-25 | 23-25 | 25-17 | 25-22 | 7-15  | 103-104          |
| 16-07-12 | Estados Unidos - República Dominicana | 3-2       | 24-26 | 24-26 | 25-15 | 25-22 | 15-12 | 113-101          |

#### Clasificación
| Pos | Equipo               | PJ | PG | PP | SF | SC | PTS |
| --- | -------------------- | -- | -- | -- | -- | -- | --- |
| 1   | Estados Unidos       | 5  | 4  | 1  | 14 | 7  | 23  |
| 2   | Cuba                 | 5  | 4  | 2  | 13 | 7  | 18  |
| 3   | República Dominicana | 5  | 4  | 1  | 13 | 6  | 18  |
| 4   | Puerto Rico          | 5  | 2  | 3  | 7  | 9  | 11  |
| 5   | Canadá               | 5  | 2  | 3  | 7  | 11 | 9   |
| 6   | Colombia             | 5  | 0  | 5  | 1  | 15 | 1   |

### Grupo B

#### Resultados
| Fecha    | Encuentro                      | Resultado | Set   | Set   | Set   | Set   | Set   | Puntuación total |
| Fecha    | Encuentro                      | Resultado | 1     | 2     | 3     | 4     | 5     | Puntuación total |
| -------- | ------------------------------ | --------- | ----- | ----- | ----- | ----- | ----- | ---------------- |
| 12-07-12 | Brasil - Costa Rica            | 3-0       | 25-9  | 25-15 | 25-11 |       |       | 75-35            |
| 12-07-12 | Perú - Argentina               | 3-1       | 14-25 | 25-21 | 25-21 | 25-23 |       | 89-90            |
| 12-07-12 | México - Trinidad y Tobago     | 1-3       | 25-27 | 20-25 | 25-17 | 19-25 |       | 89-94            |
| 13-07-12 | Argentina - Trinidad y Tobago  | 3-0       | 26-24 | 25-14 | 25-13 |       |       | 76-51            |
| 13-07-12 | Brasil - Perú                  | 3-0       | 25-11 | 25-19 | 25-16 |       |       | 75-46            |
| 13-07-12 | México - Costa Rica            | 1-3       | 27-25 | 18-25 | 20-25 | 23-25 |       | 88-100           |
| 14-07-12 | Brasil - Trinidad y Tobago     | 3-0       | 25-16 | 25-16 | 25-20 |       |       | 75-52            |
| 14-07-12 | Perú - Costa Rica              | 3-0       | 25-11 | 25-11 | 25-15 |       |       | 75-37            |
| 14-07-12 | México - Argentina             | 0-3       | 15-25 | 19-25 | 21-25 |       |       | 55-75            |
| 15-07-12 | Costa Rica - Trinidad y Tobago | 3-2       | 25-22 | 24-26 | 19-25 | 26-24 | 15-12 | 109-109          |
| 15-07-12 | Brasil - Argentina             | 3-0       | 25-20 | 25-17 | 27-25 |       |       | 77-62            |
| 15-07-12 | México - Perú                  | 0-3       | 18-25 | 19-25 | 14-25 |       |       | 51-75            |
| 16-07-12 | Perú - Trinidad y Tobago       | 3-0       | 25-15 | 25-20 | 25-12 |       |       | 75-47            |
| 16-07-12 | Argentina - Costa Rica         | 3-0       | 25-14 | 25-22 | 25-8  |       |       | 75-44            |
| 16-07-12 | Brasil - México                | 3-0       | 25-14 | 25-09 | 25-21 |       |       | 75-44            |

#### Clasificación
| Pos | Equipo            | PJ | PG | PP | SF | SC | PTS |
| --- | ----------------- | -- | -- | -- | -- | -- | --- |
| 1   | Brasil            | 5  | 5  | 0  | 15 | 0  | 25  |
| 2   | Perú              | 5  | 4  | 1  | 12 | 4  | 19  |
| 3   | Argentina         | 5  | 3  | 2  | 10 | 6  | 16  |
| 4   | Costa Rica        | 5  | 2  | 3  | 6  | 12 | 7   |
| 5   | Trinidad y Tobago | 5  | 1  | 4  | 5  | 13 | 6   |
| 6   | México            | 5  | 0  | 5  | 2  | 15 | 2   |

#### Sistema de Clasificación
|  |                                                             |
|  | Clasificación directa a semifinales por el 1° al 4° puesto. |
|  | Clasificación a cuartos de final por el 1° al 4° puesto.    |
|  | Clasificación a cuartos de final por el 5° al 8° puesto.    |
|  | Clasificación para jugar por el 11° lugar.                  |

## Fase final

### Final 1º al 4° puesto
|  | Cuartos de final      | Cuartos de final |                        |                        | Semifinales | Semifinales |  |  | Final    | Final |
|  |                       |                  |                        |                        |             |             |  |  |          |       |
|  |                       |                  |                        |                        |             |             |  |  |          |       |
|  |                       |                  |                        |                        |             |             |  |  |          |       |
|  | Brasil                |                  |                        |                        |             |             |  |  |          |       |
|  | 19-07-12              |                  |                        |                        |             |             |  |  |          |       |
|  | Clasifica 1ro en el B |                  |                        |                        |             |             |  |  |          |       |
|  | Brasil                | 3                |                        |                        |             |             |  |  |          |       |
|  | Brasil                | 3                | 18-07-12               |                        |             |             |  |  |          |       |
|  |                       | Cuba             | 1                      |                        |             |             |  |  |          |       |
|  | Perú                  | Cuba             | 1                      | 0                      |             |             |  |  |          |       |
|  | Perú                  |                  | 20-07-12               | 0                      |             |             |  |  |          |       |
|  | R. Dominicana         | 3                |                        |                        |             |             |  |  |          |       |
|  | R. Dominicana         | 3                | Estados Unidos         | 3                      |             |             |  |  |          |       |
|  |                       |                  | Estados Unidos         | 3                      |             |             |  |  |          |       |
|  |                       | Brasil           | 2                      |                        |             |             |  |  |          |       |
|  | Estados Unidos        | Brasil           | 2                      |                        |             |             |  |  |          |       |
|  | 19-07-12              |                  |                        |                        |             |             |  |  |          |       |
|  | Clasifica 1ro en el A |                  |                        |                        |             |             |  |  |          |       |
|  | R. Dominicana         | 1                | Tercer y cuarto puesto | Tercer y cuarto puesto |             |             |  |  |          |       |
|  | R. Dominicana         | 1                | Tercer y cuarto puesto | Tercer y cuarto puesto | 18-07-12    |             |  |  |          |       |
|  |                       | Estados Unidos   | 3                      |                        |             |             |  |  |          |       |
|  | Argentina             | Estados Unidos   | 3                      | 0                      | Cuba        | 3           |  |  |          |       |
|  | Argentina             |                  |                        | 0                      | Cuba        | 3           |  |  |          |       |
|  | Cuba                  | 3                |                        | R. Dominicana          | 2           |             |  |  |          |       |
|  | Cuba                  | 3                |                        |                        | 2           |             |  |  |          |       |
|  |                       |                  |                        |                        |             |             |  |  | 20-07-12 |       |
|  |                       |                  |                        |                        |             |             |  |  |          |       |

#### Resultados
| Fecha    | Encuentro                             | Resultado | Set   | Set   | Set   | Set   | Set   | Puntuación total |
| Fecha    | Encuentro                             | Resultado | 1     | 2     | 3     | 4     | 5     | Puntuación total |
| -------- | ------------------------------------- | --------- | ----- | ----- | ----- | ----- | ----- | ---------------- |
| 18-07-12 | Argentina - Cuba                      | 0-3       | 16-25 | 13-25 | 10-25 |       |       | 39-75            |
| 18-07-12 | Perú - República Dominicana           | 0-3       | 17-25 | 16-25 | 20-25 |       |       | 53-75            |
| 19-07-12 | Brasil - Cuba                         | 3-1       | 27-25 | 25-18 | 19-25 | 25-17 |       | 106-85           |
| 19-07-12 | Estados Unidos - República Dominicana | 3-1       | 25-20 | 26-24 | 24-26 | 25-16 |       | 100-86           |
| 20-07-12 | República Dominicana - Cuba           | 2-3       | 21-25 | 26-28 | 25-23 | 25-18 | 12-15 | 109-109          |
| 20-07-12 | Brasil - Estados Unidos               | 2-3       | 30-28 | 25-18 | 22-25 | 21-25 | 11-15 | 112-111          |

### Final 5º al 8º puesto
|  | Cuartos de final      | Cuartos de final |                        |                        | Semifinales | Semifinales |  |  | Final | Final |
|  |                       |                  |                        |                        |             |             |  |  |       |       |
|  |                       |                  |                        |                        |             |             |  |  |       |       |
|  |                       |                  |                        |                        |             |             |  |  |       |       |
|  | Perú                  |                  |                        |                        |             |             |  |  |       |       |
|  | Fecha                 |                  |                        |                        |             |             |  |  |       |       |
|  | Clasifica 1ro en el B |                  |                        |                        |             |             |  |  |       |       |
|  | Perú                  | 1                |                        |                        |             |             |  |  |       |       |
|  | Perú                  | 1                | Fecha                  |                        |             |             |  |  |       |       |
|  |                       | Puerto Rico      | 3                      |                        |             |             |  |  |       |       |
|  | Trinidad y Tobago     | Puerto Rico      | 3                      | 1                      |             |             |  |  |       |       |
|  | Trinidad y Tobago     |                  | Fecha                  | 1                      |             |             |  |  |       |       |
|  | Puerto Rico           | 3                |                        |                        |             |             |  |  |       |       |
|  | Puerto Rico           | 3                | Puerto Rico            | 0                      |             |             |  |  |       |       |
|  |                       |                  | Puerto Rico            | 0                      |             |             |  |  |       |       |
|  |                       | Argentina        | 3                      |                        |             |             |  |  |       |       |
|  | Argentina             | Argentina        | 3                      |                        |             |             |  |  |       |       |
|  | Fecha                 |                  |                        |                        |             |             |  |  |       |       |
|  | Clasifica 1ro en el A |                  |                        |                        |             |             |  |  |       |       |
|  | Argentina             | 3                | Tercer y cuarto puesto | Tercer y cuarto puesto |             |             |  |  |       |       |
|  | Argentina             | 3                | Tercer y cuarto puesto | Tercer y cuarto puesto | Fecha       |             |  |  |       |       |
|  |                       | Canadá           | 1                      |                        |             |             |  |  |       |       |
|  | Costa Rica            | Canadá           | 1                      | 2                      | Perú        | 3           |  |  |       |       |
|  | Costa Rica            |                  |                        | 2                      | Perú        | 3           |  |  |       |       |
|  | Canadá                | 3                |                        | Canadá                 | 0           |             |  |  |       |       |
|  | Canadá                | 3                |                        |                        | 0           |             |  |  |       |       |
|  |                       |                  |                        |                        |             |             |  |  | Fecha |       |
|  |                       |                  |                        |                        |             |             |  |  |       |       |

#### Resultados
| Fecha    | Encuentro                       | Resultado | Set   | Set   | Set   | Set   | Set   | Puntuación total |
| Fecha    | Encuentro                       | Resultado | 1     | 2     | 3     | 4     | 5     | Puntuación total |
| -------- | ------------------------------- | --------- | ----- | ----- | ----- | ----- | ----- | ---------------- |
| 18-07-12 | Puerto Rico - Trinidad y Tobago | 3-1       | 25-27 | 25-11 | 25-19 | 25-17 |       | 100-74           |
| 18-07-12 | Canadá - Costa Rica             | 3-2       | 25-22 | 18-25 | 25-16 | 13-25 | 15-13 | 96-101           |
| 19-07-12 | Perú - Puerto Rico              | 1-3       | 26-24 | 15-25 | 18-25 | 20-25 |       | 79-99            |
| 19-07-12 | Argentina - Canadá              | 3-1       | 23-25 | 25-14 | 26-24 | 25-14 |       | 90-86            |
| 20-07-12 | Argentina - Puerto Rico         | 3-0       | 25-20 | 25-20 | 25-17 |       |       | 75-57            |
| 20-07-12 | Perú - Canadá                   | 3-0       | 25-19 | 30-28 | 25-21 |       |       | 80-68            |

### Final 9º y 10° puesto

#### Resultados
| Fecha    | Encuentro                      | Resultado | Set   | Set   | Set   | Set   | Set  | Puntuación total |
| Fecha    | Encuentro                      | Resultado | 1     | 2     | 3     | 4     | 5    | Puntuación total |
| -------- | ------------------------------ | --------- | ----- | ----- | ----- | ----- | ---- | ---------------- |
| 19-07-12 | Costa Rica - Trinidad y Tobago | 3-2       | 25-19 | 21-25 | 25-15 | 20-25 | 15-6 | 106-90           |

### Final 11º y 12° puesto

#### Resultados
| Fecha    | Encuentro         | Resultado | Set   | Set   | Set   | Set   | Set   | Puntuación total |
| Fecha    | Encuentro         | Resultado | 1     | 2     | 3     | 4     | 5     | Puntuación total |
| -------- | ----------------- | --------- | ----- | ----- | ----- | ----- | ----- | ---------------- |
| 19-07-12 | Colombia - México | 3-2       | 25-23 | 21-25 | 25-16 | 21-25 | 15-13 | 107-102          |

## Clasificación Final
| Pos | Equipo               |
| --- | -------------------- |
| 1   | Estados Unidos       |
| 2   | Brasil               |
| 3   | Cuba                 |
| 4   | República Dominicana |
| 5   | Argentina            |
| 6   | Puerto Rico          |
| 7   | Perú                 |
| 8   | Canadá               |
| 9   | Costa Rica           |
| 10  | Trinidad y Tobago    |
| 11  | Colombia             |
| 12  | México               |